# Студенчеський (Білоярський міський округ)
Студе́нчеський (рос. Студенческий) — селище у складі Білоярського міського округу Свердловської області.
Населення — 1252 особи (2010, 1278 у 2002).
Національний склад станом на 2002 рік: росіяни — 73 %.